# File eXchange Protocol
File eXchange Protocol (FXP) – metoda przesyłania danych z jednego serwera FTP na drugi bez używania połączenia użytkownika. Włączanie funkcji FXP w serwerze może wpłynąć negatywnie na jego bezpieczeństwo, tj. staje się podatniejszy na ataki. FXP jest również używany przez społeczność warezu.
Niektóre klienty (FlashFXP, FTPRush) oraz serwery FTP (ioFTPD, glFTPD) umożliwiają korzystanie z protokołu SSL/TLS co pozwala na nawiązanie bezpiecznego połączenia pomiędzy serwerem a klientem.